# Grover Dale

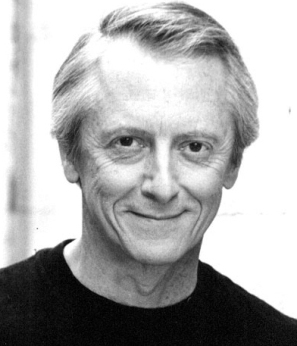
Grover Dale

Grover Dale (* 22. Juli 1935 in Harrisburg, Pennsylvania) ist ein US-amerikanischer Schauspieler, Tänzer, Regisseur und Choreograf.

## Leben und Karriere
Dale begann seine Schauspielkarriere in den 1950er-Jahren auf der Bühne und spielte unter anderem ein Mitglied der Jet-Gang in der Originalproduktion von West Side Story. Im Kino debütierte er in einer kleineren Nebenrolle an der Seite von Debbie Reynolds in Goldgräber-Molly (1964). Der Durchbruch gelang ihm 1967 mit der Rolle des Pearce in George Sidneys Half a Six Pence. Im selben Jahr war er als Fernfahrer Bill in Jacques Demys Musical Die Mädchen von Rochefort zu sehen, der gemeinsam mit George Chakiris um die Gunst der Schwestern Françoise Dorléac und Catherine Deneuve buhlt (da er sie als Revue-Girls gewinnen will) und dann doch mit seinem Freund weiterzieht. In Hal Ashbys Der Hausbesitzer (1970) spielte er den Oscar.
1970 wurde Dale für seine Arbeit am Musical Billy für den Tony Award in der Kategorie Beste Choreographie nominiert, außerdem erhielt er hierfür einen Drama Desk Award. Anschließend war er als Choreograf von einigen Filmen wie Sydney Pollacks So wie wir waren, dem Ryan O’Neal-Vehikel Der ausgeflippte Professor und dem Episodenfilm Aria (Regie: Robert Altman, Jean-Luc Godard, Derek Jarman, Ken Russell u. a.) beschäftigt. Für seine Arbeit an dem Fernsehmusical Copacabana mit Barry Manilow erhielt er eine Nominierung für den Emmy Award. Ebenfalls arbeitete er als Regisseur an mehreren Broadway-Produktionen, seine Regie an The Magic Show brachte ihm eine zweite Nominierung für den Tony Award ein.
Der bisexuelle Dale war einige Jahre mit dem Schauspieler Anthony Perkins liiert, bis er 1973 die 1994 verstorbene Schauspielerin Anita Morris heiratete. Sein Sohn James Badge Dale ist ebenfalls Schauspieler.

## Filmografie (Auswahl)
Als Schauspieler

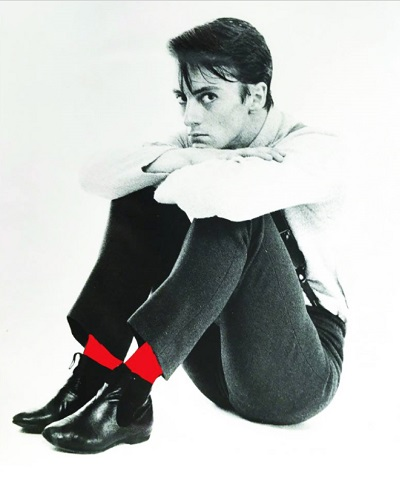
Grover Dale mit den roten Socken, die als sein Markenzeichen galten

- 1964: Goldgräber-Molly (The Unsinkable Molly Brown)
- 1965: The Magnificent Yankee (Fernsehfilm)
- 1967: Half a Sixpence
- 1967: Die Mädchen von Rochefort (Les Demoiselles de Rochefort)
- 1970: Der Hausbesitzer (The Landlord)

Als Choreograph
- 1973: A Name for Evil
- 1973: So wie wir waren (The Way We Were)
- 1981: Der ausgeflippte Professor (So Fine)
- 1985: Copacabana (Fernsehfilm)
- 1986: Quicksilver
- 1987: Aria
- 1997: Wally Sparks – König des schlechten Geschmacks (Meet Wally Sparks)